# Hippopsis pubiventris
Hippopsis pubiventris är en skalbaggsart som beskrevs av Maria Helena M. Galileo och Martins 1988. Hippopsis pubiventris ingår i släktet Hippopsis och familjen långhorningar. Inga underarter finns listade i Catalogue of Life.